# 约翰内斯·弗里德
约翰内斯·弗里德（1942年5月23日—）是一位德国中世纪历史学家，毕业于海德堡大学，1980年至1983年在科隆大学任教，1983年起任法蘭克福大學教授，1995年至1996年在普林斯顿高等研究院做访问学者，主要作品有《中世纪历史与文化》（Das Mittelalter Geschichte und Kultur）等。